# 21522 Entwisle
21522 Entwisle (1998 MX11) là một tiểu hành tinh vành đai chính được phát hiện ngày 19 tháng 6 năm 1998 bởi Nhóm nghiên cứu tiểu hành tinh gần Trái Đất phòng thí nghiệm Lincoln ở Socorro.